# Wim Bronger
Wim Bronger (18 januari 1888 – 25 februari 1965) was een Nederlands voetballer die als verdediger speelde.

## Interlandcarrière

### Nederland
Op 10 maart 1912 debuteerde Bronger voor het Nederlands voetbalelftal in een vriendschappelijke wedstrijd tegen België (1-2 winst).
| Interlands van Wim Bronger   | Interlands van Wim Bronger   | Interlands van Wim Bronger   | Interlands van Wim Bronger   | Interlands van Wim Bronger   | Interlands van Wim Bronger   |
| №                            | Datum                        | Wedstrijd                    | Uitslag                      | Soort Wedstrijd              | Doelpunten                   |
| Als speler bij Volharding OC | Als speler bij Volharding OC | Als speler bij Volharding OC | Als speler bij Volharding OC | Als speler bij Volharding OC | Als speler bij Volharding OC |
| ---------------------------- | ---------------------------- | ---------------------------- | ---------------------------- | ---------------------------- | ---------------------------- |
| 1.                           | 10 maart 1912                | België - Nederland           | 1 - 2                        | Vriendschappelijk            | 0                            |